# (763) Cupido
(763) Cupido ist ein Asteroid des inneren Hauptgürtels, der am 25. September 1913 vom deutschen Astronomen Franz Kaiser an der Großherzoglichen Bergsternwarte in Heidelberg bei einer Helligkeit von 13,5 mag entdeckt wurde.
Der Asteroid wurde wegen seiner relativ geringen Entfernung von der Sonne nach Cupido, dem römischen Gott der erotischen Liebe benannt. Die Namensgebung erfolgte wahrscheinlich durch den schwedischen Astronomen Bror Ansgar Asplind (1890–1954).

## Wissenschaftliche Auswertung
Eine Auswertung von Beobachtungen durch das Projekt NEOWISE im nahen Infrarot führte 2011 zu vorläufigen Werten für den Durchmesser und die Albedo im sichtbaren Bereich von 7,6 km bzw. 0,30. Nachdem die Werte nach neuen Messungen mit NEOWISE 2012 auf 7,8 km bzw. 0,32 geändert worden waren, wurden sie 2014 auf 7,0 km bzw. 0,37 korrigiert.
Bereits 2005 war aus einer gemessenen Lichtkurve eine Rotationsperiode für (763) Cupido bestimmt worden, die allerdings sehr unsicher war. Vom 23. September bis 24. November 2017 wurde der Asteroid dann am Organ Mesa Observatory in New Mexico erneut photometrisch beobachtet und eine Rotationsperiode von 151,5 h bestimmt. Darüber hinaus wurde gefunden, dass es sich um einen taumelnden Körper handelt, für die zweite Rotationsperiode konnte aber kein zuverlässiger Wert bestimmt werden, da sie sehr nahe bei einem ganzzahligen Verhältnis zur ersten Periode liegt. Es konnten zwei mögliche Perioden nahe bei 101 h (2⁄3 der ersten Periode) oder nahe bei 121 h (4⁄5 der ersten Periode) angegeben werden. Im gleichen Zeitraum wurde der Asteroid auch vom 9. bis 31. Oktober 2017 am Command Module Observatory in Arizona photometrisch beobachtet. Aus der Lichtkurve wurde ebenfalls eine Rotationsperiode von 151,5 h abgeleitet und ein Taumeln des Asteroiden konnte bestätigt werden.
Aus archivierten Daten des Asteroid Terrestrial-impact Last Alert System (ATLAS) aus dem Zeitraum 2015 bis 2018 konnte in einer Untersuchung von 2022 mit der Methode der konvexen Inversion eine Rotationsperiode von 151,3 h bestimmt werden.

## Asteroidenpaar
(763) Cupido bildet mit dem Asteroiden (985) Rosina ein quasi-complanares Asteroidenpaar. Sie besitzen teilweise sehr ähnliche Bahnelemente und bewegen sich nahezu in der gleichen Bahnebene, allerdings ist die Bahn von (985) Rosina etwas elliptischer und ihre Apsidenlinien sind leicht gegeneinander verdreht. (763) Cupido besitzt eine etwas kürzere Umlaufzeit um die Sonne als (985) Rosina, so dass er diese etwa alle 87 Jahre überholt. Für einen Zeitraum von sechs Jahren führen die beiden Asteroiden dann als Quasisatelliten eine Pendelbewegung umeinander aus, allerdings ohne gravitativ aneinander gebunden zu sein, bevor sie sich wieder voneinander entfernen. In den 1000 Jahren um die derzeitige Epoche herum kommen sich die beiden Körper aber nicht näher als 2,3 Mio. km.